# Herpyllus regnans
Herpyllus regnans är en spindelart som beskrevs av Chamberlin 1936. Herpyllus regnans ingår i släktet Herpyllus och familjen plattbuksspindlar. Inga underarter finns listade i Catalogue of Life.